# Sainte-Sabine (Brome-Missisquoi)
Pour les articles homonymes, voir Sainte-Sabine.
Sainte-Sabine est une municipalité du Québec, située dans la MRC de Brome-Missisquoi, dans la région administrative de l'Estrie. Elle est nommée en l'honneur de la martyre Sabine de Rome.

## Géographie
La municipalité de Sainte-Sabine est située dans les basses terres du Saint-Laurent.
Les principales villes l'entourant sont : à 10 km au nord, Farnham; à 20 km à l'est, Cowansville; à 15 km au sud, Bedford. La majorité des terres est consacrée à l'agriculture. La principale activité agricole est vouée à la production laitière. La municipalité compte aussi une partie de terre noire à l'ouest du village où l'on cultive carottes, oignons et autres cultures maraîchères.

## Toponymie
On croit que son nom évoque une dame romaine, martyrisée au nord de Rome avec son esclave Séraphie, au IIIe ou IVe siècle.

## Histoire
- En 1888, les premiers colons s'établissaient et la paroisse est érigée canoniquement.
- En 1893, celle-ci a été détachée du territoire de celles de Saint-Alexandre, Sainte-Brigide, Notre-Dame-de-Stanbridge, Saint-Romuald-de-Farnham et Saint-Ignace.
- En 1921, la municipalité de paroisse était officiellement établie.
- Le 6 juin 1966, l'église d'origine brûle. Elle est reconstruite, par la suite, en face du rang de l'église sur la rue principale (11e rang) sous forme d'une église moderne différente des Églises catholiques en général.
- En 2006, la dernière messe est célébrée, puisque la paroisse de Sainte-Sabine a été fusionnée à celle de Saint-Romuald-de-Farnham.
- Depuis 2006, l'église est à vendre.
- 18 octobre 2008: Sainte-Sabine change son statut de municipalité de paroisse pour celui de municipalité[2].

## Démographie
| 1991  | 1996  | 2001  | 2006  | 2011  | 2016  | 2021  |
| ----- | ----- | ----- | ----- | ----- | ----- | ----- |
| 1 003 | 1 036 | 1 049 | 1 053 | 1 120 | 1 085 | 1 105 |

## Administration
Les élections municipales se font en bloc pour le maire et les six conseillers.
| Sainte-Sabine Maires depuis 2001                                                                                     |                 |         |          |
| Élection | Maire           | Qualité | Résultat |
| 2001 | Laurent Phoenix |         | Voir     |
| 2005 | Laurent Phoenix | Voir    |          |
| 2009 | Laurent Phoenix | Voir    |          |
| 2013 | Laurent Phoenix | Voir    |          |
| 2017 | Laurent Phoenix | Voir    |          |
| 2021 | Laurent Phoenix | Voir    |          |
| Élection partielle en italique Depuis 2005, les élections sont simultanées dans toutes les municipalités québécoises |                 |         |          |

## Activités
- Camping Caravelle
- Musée École sur le Rang Campbell
- Parc François Rousseau pour la balle molle (vendu à Cuisine Action)
- Dépotoir
- Bar Lookeys (maintenant fermé)